# Clone (matériel informatique)
Pour les articles homonymes, voir clone.
 (février 2023).
Si vous disposez d'ouvrages ou d'articles de référence ou si vous connaissez des sites web de qualité traitant du thème abordé ici, merci de compléter l'article en donnant les références utiles à sa vérifiabilité et en les liant à la section « Notes et références ».

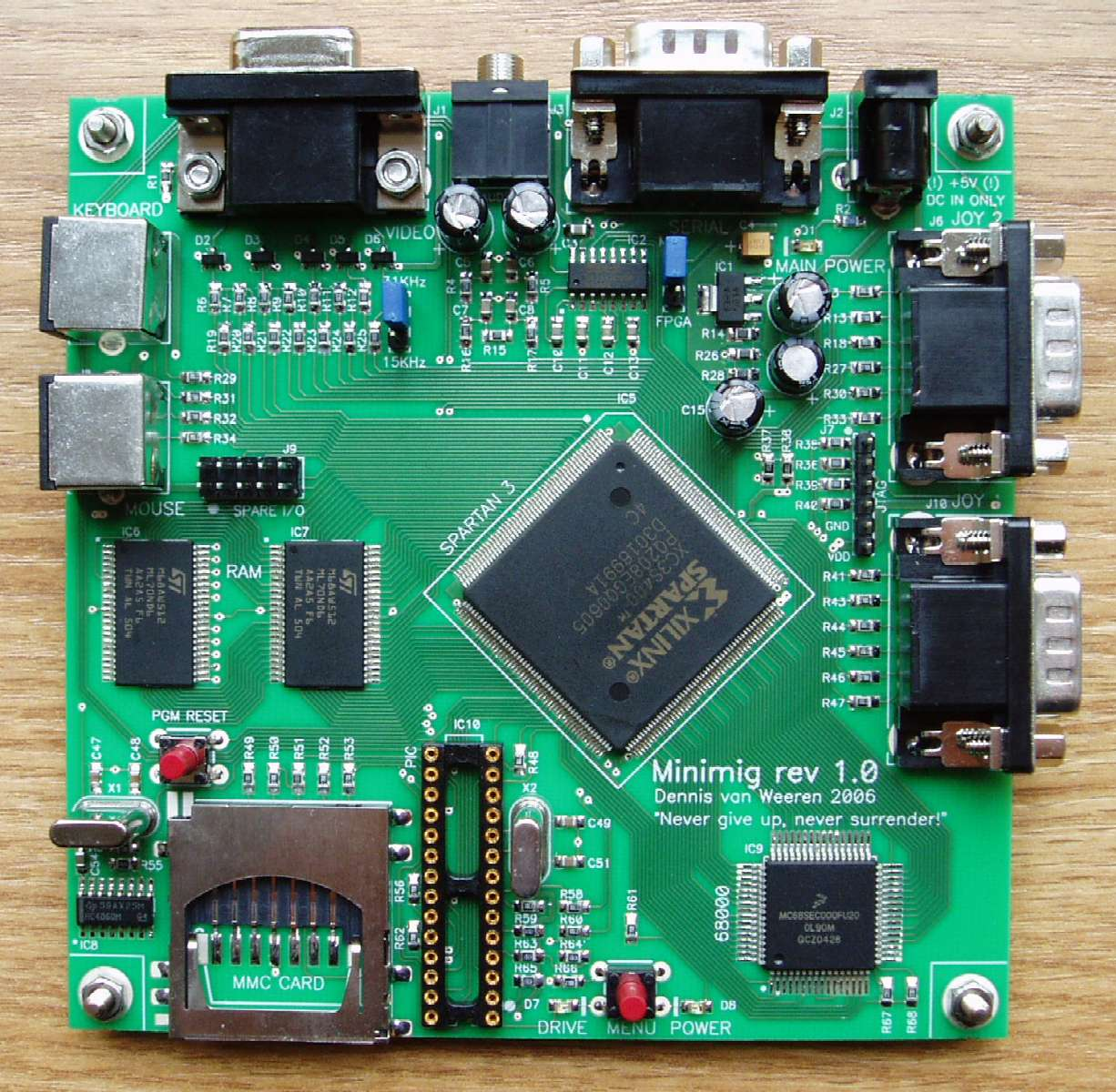
Le Minimig est un clone d'Amiga 500.

En informatique, dans le domaine du matériel informatique, un clone est un matériel (par exemple un processeur, un ordinateur, une imprimante, etc.) dont les fonctionnalités ont été copiées de la marque reconnue.
Par exemple, pour les processeurs de PC, il existe plusieurs clones d'Intel ; pour les PC eux-mêmes, les compatibles PC sont des clones.